# Bibliothek der Universität Klaipėda
Die Bibliothek der Universität Klaipėda (lit. Klaipėdos universiteto biblioteka) ist eine Universitätsbibliothek in der drittgrößten litauischen Stadt Klaipėda. Sie gehört zur Universität Klaipėda (KU). Der Fonds besteht aus 340.627 Exemplaren (157.736 Titeln). Sie ist Mitglied des Litauischen Verbands der wissenschaftlichen Bibliotheken (LMBA).

## Geschichte
Die Bibliothek wurde in der litauischen Hafenstadt an der Ostsee 1991 nach der Gründung der Universität von Klaipėda gegründet. 2001 begann man mit dem integrierten Bibliothekssystem ALEPH zu arbeiten. Dann entwickelte man auch folgende Datenbanken: den elektronischen Katalog der Bibliothek, die wissenschaftlichen Volltextzeitschriften der KU und Publikationen über KU. Die KU-Bibliothek veröffentlicht heute Publikationen von Wissenschaftlern und Forschern im litauischen akademischen elektronischen System (eLABa), enthält Masterarbeiten, Dissertationen und Zusammenfassungen davon.